# Emre Belözoğlu
Emre Belözoglu (Istanboel, 7 september 1980) is een voormalig Turks voetballer en huidig voetbaltrainer.

## Clubcarrière
De middenvelder begon zijn carrière bij het Turkse Galatasaray. Hij maakte zijn debuut als 16-jarige in het seizoen 1996/97. Bij Galatasaray won Belözoğlu verschillende prijzen. Zo werd hij viermaal kampioen van Turkije en won hij in 2000 de UEFA Cup en de UEFA Super Cup. In 2001 maakte Belözoğlu de transfer naar het Italiaanse Internazionale. In Italië kreeg hij geen plaats in het basiselftal. In juli 2005 stapte Emre daarom over naar het Newcastle United van Graeme Souness, waarmee hij in 2006 de UEFA Intertoto Cup won. Op 30 mei 2008 werd bevestigd dat Emre zijn carrière in Turkije voortzette bij Fenerbahçe SK. Op 29 mei 2012 maakte Atlético Madrid bekend de Turkse middenvelder te hebben gecontracteerd, waar hij landgenoot Arda Turan terugvond. Met Atlético Madrid won Belözoğlu opnieuw de UEFA Super Cup. Op 31 januari 2013, de laatste dag van de winterse transferperiode, keerde hij terug bij Fenerbahçe. Hij tekende een contract tot medio 2015, diende de contractduur uit, maar het contract werd niet verlengd. Daarop vertrok Belözoğlu naar İstanbul Başakşehir. Hij tekende een contract voor twee seizoenen. In juli 2019 keerde Belözoğlu opnieuw terug bij Fenerbahçe.
Hij werd in 2004 door Pelé verkozen tot een van de 125 beste nog levende voetbalspelers.

## Interlandcarrière
Emre Belözoğlu behaalde met het Turks voetbalelftal de derde plaats op het wereldkampioenschap voetbal 2002. Hij was toen reeds twee jaar international. Belözoğlu speelde meer dan negentig interlands voor Turkije, waarin hij negen doelpunten maakte. Op 22 augustus 2007 was Belözoğlu's 47ste interland, de oefenwedstrijd tegen Roemenië (2–0 verlies), zijn eerste waarin hij de aanvoerdersband droeg. In de kwalificatietoernooien voor het Europees kampioenschap voetbal 2012 en het wereldkampioenschap voetbal 2014 was Belözoğlu tevens aanvoerder van het nationaal elftal.

## Trainerscarrière
Belözoğlu ging door als sportief directeur nadat hij stopte met voetballen bij Fenerbahçe. In maart 2021 werd hij aangesteld als interim-trainer voor de laatste tien wedstrijden van het seizoen. Onder zijn leiding miste Fenerbahçe nipt het kampioenschap en eindigde derde. Na afloop van het seizoen werd bekendgemaakt dat hij niet zou aanblijven als trainer. In oktober 2023 tekende hij bij Ankaragücü.

## Erelijst
| Competitie         |             |                                    |
| Competitie         | Aantal      | Jaren                              |
| Galatasaray        | Galatasaray | Galatasaray                        |
| ------------------ | ----------- | ---------------------------------- |
| Nationaal          |             |                                    |
| Süper Lig          | 4x          | 1996/97, 1997/98, 1998/99, 1999/00 |
| Türkiye Kupası     | 2x          | 1998/99, 1999/00                   |
| Süper Kupa         | 1x          | 1997                               |
| Internationaal     |             |                                    |
| UEFA Cup           | 1x          | 1999/00                            |
| UEFA Super Cup     | 1x          | 2000                               |
| Internazionale     |             |                                    |
| Coppa Italia       | 1x          | 2004/05                            |
| Newcastle United   |             |                                    |
| UEFA Intertoto Cup | 1x          | 2006                               |
| Fenerbahçe         |             |                                    |
| Süper Lig          | 2x          | 2010/11, 2013/14                   |
| Türkiye Kupası     | 2x          | 2011/12, 2012/13                   |
| Süper Kupa         | 1x          | 2009, 2014                         |
| Atlético Madrid    |             |                                    |
| UEFA Super Cup     | 1x          | 2012                               |

| Competitie | Winnaar | Winnaar | Runner-up | Runner-up | Derde   | Derde   |
| Competitie | Aantal  | Jaren   | Aantal    | Jaren     | Aantal  | Jaren   |
| Turkije    | Turkije | Turkije | Turkije   | Turkije   | Turkije | Turkije |
| ---------- | ------- | ------- | --------- | --------- | ------- | ------- |
| FIFA WK    |         |         |           |           | 1x      | 2002    |
| EK         |         |         |           |           | 1x      | 2008    |